# سیلواکو
شرکت سیلواکو (Silvaco) متعلق به بخش خصوصی، ارائه‌دهنده نرم‌افزار اتوماسیون طراحی الکترونیکی (EDA) و نرم‌افزار شبیه‌سازی ادوات و فرایند TCAD است. سیلواکو در سال ۱۹۸۴ تأسیس و در سانتا کلارا، کالیفرنیا مستقر شد و در سال ۲۰۰۶ این شرکت حدود ۲۵۰ کارمند در سراسر جهان داشت.
سیلواکو فرایند نیمه هادی‌های آنالوگ و راه حل‌های اتوماسیون ادوات و طراحی در CMOS، دوقطبی، SiGe و تکنولوژی‌های ترکیبی را ارائه می‌دهد. مشتریان از جمله، شرکت‌های نیمه‌هادی fabless، تولیدکنندگان نیمه‌هادی یکپارچه، کارخانه ذوب فلز و دانشگاه‌ها در سراسر جهان هستند.